# Epilobium hohuanense
Epilobium hohuanense là một loài thực vật có hoa trong họ Anh thảo chiều. Loài này được S.S.Ying mô tả khoa học đầu tiên năm 1975.